# Estação Magé
Magé é uma estação de trem localizada no Rio de Janeiro. Recebe em média mais de 33,6 mil passageiros por mês, o que torna Magé a segunda estação de maior movimento do ramal, ficando atrás apenas da Estação Suruí, que teve um aumento de passageiros no ano de 2019.
A estação foi operada pela Central até 29 maio de 2011, quando o Ramal de Guapimirim foi repassado para SuperVia.
Com a reabertura das estações Parada Santa Dalila e Santa Guilhermina, Magé volta a ser a cidade do estado com o maior número de estações de trens, 12 no total, depois do Rio de Janeiro.

## História
Na verdade, em Magé houve duas estações, uma em cada linha: a da Estrada de Ferro Teresópolis, inaugurado em 12 de Março de 1896 e a da linha da Estrada de Ferro Leopoldina, inaugurada em 02 de Dezembro de 1926. A estação que hoje funciona é o resultado da união das duas estações, com linhas mais modernas e que atende aos trens metropolitanos da SuperVia.

### A Estrada de Ferro Teresópolis e a Leopoldina
A estação de Magé perde-se na própria história e é um pouco confusa, mas isso não quer dizer que seja difícil de entender. O primeiro prédio da atual estação foi construído em 1895, mas só foi aberto ao público no primeiro dia do ano novo de 1896. Essa estação atenderia os passageiros da Estrada de Ferro Teresópolis (Ramal de Teresópolis).
Em 1926, chegou próxima a ela a linha da Estrada de Ferro Leopoldina, ligando Rosário (Saracuruna) a Visconde de Itaboraí, na Linha do Litoral, também da Leopoldina. Uma outra estação foi construída pela Leopoldina para atender essa nova linha.
Já antes de 1940, porém, o trecho entre Porto da Piedade e Magé foi suprimido, e os trens para Teresópolis, operados pela Central do Brasil, passaram a sair da estação de Barão de Mauá e seguir pela linha da Leopoldina até Magé, onde entravam pela linha original.
Em 9 de março de 1957, a linha foi entregue à Leopoldina, que imediatamente suprimiu o trecho Guapimirim-Teresópolis e uniu as estações e as plataformas de ambos os ramais. O atual guichê de pagamento e a saída fica na estação original, construída pela E. F. Teresópolis, e também é possível realizar apenas a saída, usando as escadas da plataforma construída pela Leopoldina. 

### Trem Cacique
A Estação de Magé também foi uma das paradas do Trem Cacique, um luxuoso trem de passageiros de longa distância, que percorria toda a Linha do Litoral e ligava o Rio de Janeiro às cidades de Campos dos Goytacazes e Cachoeiro de Itapemirim, esta última, no estado do Espírito Santo. O Trem Cacique foi operado pela Estrada de Ferro Leopoldina e posteriormente pela Rede Ferroviária Federal (RFFSA) entre os anos 1950 até 1984, quando foi desativado. 

### Obras Para o VLT
O resultado da união das estações foi uma obra realizada pela atual concessionária, a SuperVia, e que foi entregue no dia 4 de abril de 2014. A obra só se deu porque o Ramal Guapimirim receberia no trecho entre as estações Saracuruna e Magé os carros do Veículo Leve Sob Trilhos (VLT) da cidade de Macaé, adquiridos pelo Governo do Estado em 2012 e que entrariam em circulação para as Olimpíadas Rio 2016. A obra da estação foi entregue, mas o VLT não.
Depois de realizada, o fluxo de passageiros na estação dobrou consideravelmente, passando de 7 mil para 33,6 mil em apenas 2 meses. Parte desse aumento se deu também a realizações de viagens extras em período experimental entre as estações Magé e Saracuruna, dobrando diariamente o número de viagens de 8 para 16.  
A nova estrutura e identidade visual se tornou atraente aos olhos, mas algumas irregularidades nos horários dos trens e na organização interna ainda geram muitas reclamações dos usuários.
Referências
1. ↑  «Trens: SuperVia e governo acertam investimentos de R$ 2,5 bilhões». Extra Online. Consultado em 24 de março de 2019
2. ↑  «Extensão Guapimirim terá duas novas paradas a partir de 17/09». SuperVia. 14 de setembro de 2018. Consultado em 24 de março de 2019
3. ↑  FABRIS, Júlio. «ACABA a viagem de trem para Cachoeiro.». www.ijsn.es.gov.br. Consultado em 14 de fevereiro de 2022
4. ↑  «A Enciclopédia Campista - No domingo, 6 de maio de 1984, o Jornal O Fluminense, noticiava a última viagem do famoso trem noturno que saia da Estação Barão de Mauá no Rio de Janeiro e chegava na Estação da Leopoldina em Campos. | Facebook». www.facebook.com. Consultado em 14 de fevereiro de 2022
5. ↑  «Linha do Litoral (Rio/Niterói-Vitória) -- Trens de passageiros do Brasil». www.estacoesferroviarias.com.br. Consultado em 30 de outubro de 2020
6. ↑  Dia, O (29 de julho de 2014). «VLT de Macaé será usado no ramal de Guapimirim». O Dia - Rio De Janeiro